# ماريان كلايدن
ماريان كلايدن Marian Clayden (ولدت في 1937 - وماتت في 2015) كانت فنانة ومصممة أزياء من بريستون.
التحقت بمدرسة نوتنغهام للفنون وتدربت لتصبح معلمة قبل أن تنتقل إلى أستراليا مع زوجها روجر وطفليهما. وبدأت بتجربة المنسوجات في مطبخها وسرعان ما بدأت تعرض أعمالها وتبيعها. وفي عام 1967 نقلت عائلتها إلى لوس غاتوس في كاليفورنيا  حيث تعاونت مع مصمم الأزياء بوب ماكي.
وقبل أن تبدأ شركتها الخاصة كلايدن ليميتد Clayden, Inc.، عملت مع اثنين من مصممي شركة سيسيل بيتون وشركة أزياء ماكبيرمان في لندن. وعملت لاحقًا مع مصممي الأزياء في نيويورك جورجيو دي سانت أنجيلو وماري مكفادين.
تم عرض الأقمشة والملابس المصبوغة يدويًا لكلايدن في سميثسونيان ومتحف متروبوليتان للفنون ومتاحف الفنون الجميلة في سان فرانسيسكو. وكان من بين عملائها نجوم هوليوود مثل ليزا ماري بريسلي وميريل ستريب وسيغورني ويفر وكاثرين زيتا جونز .